# Пуск (фильм)
«Пуск» — советский трёхсерийный телефильм 1978 года, снятый режиссёром Геннадием Ивановым на киностудии «Беларусьфильм».
Экранизация одноимённой пьесы Геннадия Бокарева.

## Сюжет
К юбилею завода готовится запуск новой автоматической линии. Бригада Сенчакова занимается ремонтом ответственного узла линии, но имеется много недоделок. Сенчаков отказывается спешить и обвиняет руководство в халтуре.

## В ролях
- Всеволод Сафонов — Николай Егорович Абатуров
- Антонина Шуранова — Анна Степановна Фокина
- Иван Дмитриев — Яков Федосеевич Курдюмов
- Николай Боярский — Николай Александрович Самарин
- Владимир Новиков — Михаил Сенчаков
- Ирина Баскакова — Валя
- Вадим Яковлев — Фёдор Сергеевич Юрин
- Юрий Демич — Анатолий Трофимович Тихомиров
- Сергей Приселков — Леонид Приселков
- Виктор Ильичёв — Борис Плужников
- Ирина Ковш — Ариша
- Михаил Владимиров — Василий Лунёв
- Г. Жарков — Степан Степанович
- В. Харевич — Саня «маленький»
- Валерий Кузин — Валерий Иванович Степанчиков
- Нинель Жуковская — Марья

## Съёмочная группа
- Сценаристы: Геннадий Бокарев, Анатолий Галиев
- Режиссёр: Геннадий Иванов
- Оператор: Анатолий Клейменов
- Художник: Владимир Гавриков
- Композитор: Андрей Эшпай
- Звукорежиссёр: Владимир Мушперт